# Jezioro Widne (Równina Augustowska)

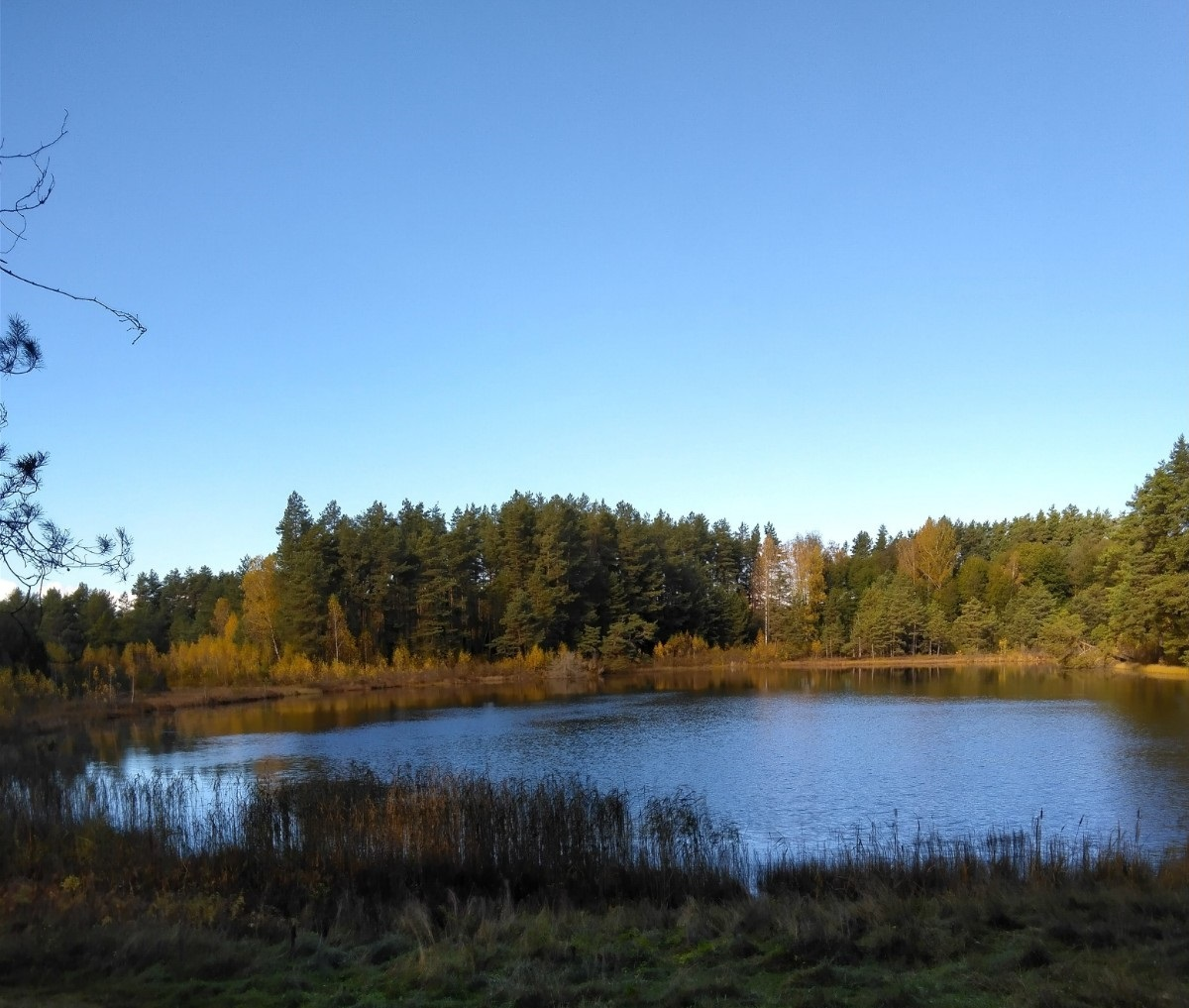
Jezioro Widne w Wigierskim Parku Narodowym

Jezioro Widne – jezioro położone w północno-wschodniej Polsce w gminie Nowinka na terenie Wigierskiego Parku Narodowego.
Jezioro Widne jest położone na wysokości 166.9 m n.p.m. Jego powierzchnia wynosi 1,5 ha. Ma kształt owalny. Jest otoczone rzadkim lasem. W niewielkiej odległości od jeziora znajdują się miejscowości: Zakąty (od strony północnej), Krusznik (od strony wschodniej) oraz Czerwony Krzyż (od strony zachodniej).